# Nico Mirallegro
Nico Cristian Mirallegro (Heywood, 26 de janeiro de 1991) é um ator britânico. Indicado ao Prêmio BAFTA que já apareceu na televisão, cinema, rádio, teatro e teatro. Reconhecido em 2012 pela Screen International como uma de suas Stars of Tomorrow, ele foi elogiado como um dos "atores jovens mais promissores" do Reino Unido. Tendo crescido na Grande Manchester, Mirallegro frequentou a Manchester School of Acting como um adolescente, e veio à atenção do público depois de ter sido escolhido aos dezesseis anos por seu papel em Hollyoaks.
Entre os seus filmes estão Six Minutes of Freedom (2010), Wheels of Fortune (2011), Spike Island (2012), Anita B. (2014), Shooting for Socrates (2014), Cold Comfort (2014), A Gun (2014) , The Pass (2016) (reprisando seu papel no teatro de 2014), Cardboard Boy (2016) e The Habit of Beauty (2016).
Mirallegro desempenhou papéis importantes nos dramas da BBC Radio 4 Orpheus and Eurydice (2015) e 79 Birthdays (2016).
Entre suas indicações ao prêmio estão as de Melhor Ator no BBC Audio Drama Awards (2016, para Orpheus and Eurydice) e Melhor Ator Coadjuvante no Prêmio de Televisão da Academia Britânica (BAFTA) (2014, por The Village)".

## Biografia
O pai italiano de Mirallegro é siciliano, e sua mãe, Maureen McLaughlin, é irlandesa: "Minha mãe é originária de Donegal, Malin Head em Donegal, e ela se mudou para Manchester quando era muito jovem. Meu pai é siciliano então certamente há uma mistura fogosa lá."
Ele cresceu em Heywood, na Grande Manchester e por um tempo frequentou um internato fora do Reino Unido (no qual se sentia sozinho e se sentia deslocado), assim como o Siddal Moor Sports College, em Heywood, e a Manchester School of Acting. "Olhando para trás em sua adolescência, ele se descreve como 'bastante rebelde'. 'Eu era bastante desobediente com a minha mãe. Nós só costumávamos discutir e eu saí de casa e saí de casa. Isso foi em parte porque eu fui para morar com meu pai na Espanha no começo da adolescência. Eu era uma criança muito ativa, então quando estava entediado, eu a deixava saber.” Devido ao italiano ser a língua nativa de seu pai, e o tempo em que Mirallegro passou a viver no continente, ele tem fluência em conversação em italiano e espanhol.
Mirallegro "caiu em ação" em sua adolescência depois de seguir sua irmã Claudia para aulas de improvisação. Em uma de suas primeiras aulas de teatro, ele disse em uma entrevista: "Eu estava com tanto medo que tive que pegar um dos outros rapazes para dizer minhas falas".
Ele torce para o Manchester United F.C.

## Carreira

### Televisão
O primeiro papel de atuação profissional de Mirallegro veio em 2007, depois que ele fez um teste para retratar Newt, um adolescente emo na longa novela britânica Hollyoaks. Embora tenha voluntariamente deixado Hollyoaks depois de dois anos, aos dezoito anos, para seguir outros projetos de atuação, Mirallegro agradeceu a oportunidade de aparecer no programa. "Hollyoaks é onde eu aprendi muito do ofício, estando na frente de uma câmera seis dias por semana...Isso certamente é uma experiência que você não tem na escola de teatro."
Quando filmava para Hollyoaks, Mirallegro também estava interpretando Cam Spencer em LOL, uma série da web que explorava sexo, drogas e relacionamentos. Em 2010 Mirallegro apareceu como um jovem gay que sofre bullying na escola por causa de sua sexualidade; sua aparição veio em um episódio da segunda série da série dramática da BBC Moving On.
Começando também em 2010, ele apareceu como convidado em nove episódios da série regular da BBC Médicos. Nos episódios ele desempenhou o papel de um estudante de intercâmbio estrangeiro italiano.
Em dezembro de 2010, Mirallegro foi uma das séries do remake de Upstairs Downstairs da BBC One no período de 1930. Ele retratou um jovem lacaio chamado Johnny Proude, que assumiu uma posição em serviço para escapar da pobreza da cidade mineira do norte onde ele nasceu. A BBC re-comissionou a produção para uma segunda série em que ele apareceu novamente como Johnny. Na segunda série seu personagem apareceu em um torneio de boxe, exigindo Mirallegro para ter aulas de boxe para o papel.
Em 2011, Mirallegro apareceu no thriller psicológico Exile, da BBC, que interpreta a versão adolescente do protagonista Tom Ronstadt (interpretado por John Simm). Mais tarde, no mesmo ano, Mirallegro desempenhou o papel de Sam, um viciado em heroína gay no drama da BBC The Body Farm.
Em 2013, ele interpretou Finn Nelson, o interesse amoroso da principal personagem feminina no popular drama de comédia adolescente da E4, My Mad Fat Diary. Nesse mesmo ano, ele também desempenhou o papel de Joe Middleton no drama da BBC The Village.
Em 2014, Mirallegro retratou um adolescente processado por homicídio sob a lei Joint Enterprise na controversa produção da BBC One, escrita por Jimmy McGovern. Chamado de "um drama sombrio e poderoso, cheio de intenção política", uma revisão continuou: "Nico Mirallegro continua a provar que é o melhor ator de todos os tempos que se formou em Hollyoaks".
O filme de televisão de 2015 A Arca contou a história de Noé da Bíblia Hebraica, junto com elementos da tradição islâmica. Mirallegro retratou Kenan [a] filho mais novo (e extrabíblico) de Noé, cujo desejo de seguir um caminho diferente de seu pai e irmãos resulta em seu ser varrido no Grande Dilúvio.
Mirallegro também estrelou Virtuoso, da HBO, dirigido e parcialmente escrito por Alan Ball. Situado no século 18, Mirallegro interpretou um prodígio de violino autodidata que viaja a Viena para aprender com outros jovens músicos.

## Filmografia

### Cinema
| Ano  | Título                       | Papel          | Notas |  |
| ---- | ---------------------------- | -------------- | --- |  |
| 2010 | Six Minutes of Freedom       | Chris          | Curta Metragem; irmã de Nico, Claudia atuou como sua irmã no filme                                                                   |  |
| 2010 | McQueen, The Movie           | Sam            | |  |
| 2011 | Wheels of Fortune            | Ben            | Curta Metragem |  |
| 2012 | Spike Island                 | Dodge          | |  |
| 2014 | Anita B.                     | David          | Filme italiano baseado na novela autobiográfica de 2009 Quanta stella c'è bel cielo (Quantas estrelas brilham no céu) de Edith Bruck |  |
| 2014 | Cold Comfort                 | Paul           | Curta Metragem |  |
| 2014 | Shooting for Socrates        | David Campbell | |  |
| 2014 | A Gun                        | Durwin         | Curta Metragem |  |
| 2016 | The Pass                     | Harry          | |  |
| 2016 | Cardboard Boy                | Mark           | Curta Metragem |  |
| 2016 | The Habit of Beauty          | Ian            | |  |
| 2017 | Murdered for Being Different | Rob Maltby     | Curta Metragem |  |
| 2018 | Peterloo                     | Tom            | |  |

### Televisão
| Ano       | Título                | Papel               | Notas |
| --------- | --------------------- | ------------------- | --- |
| 2007–2010 | Hollyoaks             | Barry "Newt" Newton | Indicado – The British Soap Awards Ator Revelação Indicado – The British Soap Awards Melhor parceria em tela (compartilhada com Marc Silcock) |
| 2010      | Doctors               | Giovanni Mannasori  | Recorrente; 7 episódios |
| 2010      | Moving On             | Jamie               | Episódio: "Losing My Religion" |
| 2010–2012 | Upstairs Downstairs   | Johnny Proude       | |
| 2011      | Exile                 | Tom (adolecente)    | |
| 2011      | The Body Farm         | Sam Villiers        | Episódio: 1.2 |
| 2012      | Last Tango in Halifax | Jovem Alan          | Episódio: 1.6 |
| 2013      | The Village           | Joe Middleton       | Personagem principal (1ª temporada) Indicado – British Academy Television Awards Melhor Ator Coadjuvante                                      |
| 2013–2015 | My Mad Fat Diary      | Finn Nelson         | Personagem pricipal |
| 2014      | Common                | Johnjo O'Shea       | |
| 2014      | The Ark               | Kenan               | |
| 2015      | Virtuoso              | Franz               | |
| 2016      | Rillington Place      | Timothy Evans       | |

### Teatro
| Ano  | Produção | Papel | Local                        | Datas de Exibição                  | Notas                            |
| ---- | -------- | ----- | ---------------------------- | ---------------------------------- | -------------------------------- |
| 2014 | The Pass | Harry | Royal Court Theatre, Londres | 13 de janeiro – 1 de março de 2014 | Papel reprisado no filme de 2016 |

### Clipes Musicais
| Ano  | Título           | Papel             |
| ---- | ---------------- | ----------------- |
| 2014 | Talking in Tones | jovem Tim Burgess |
| 2014 | Tiny Ruins       |                   |

### Voz/Audiobook/Rádio
| Ano  | Título              | Papel    | Notas                                                                                   |
| ---- | ------------------- | -------- | --------------------------------------------------------------------------------------- |
| 2015 | Nothing but Shadows | Narrador | Mirallegro demonstra sua facilidade com os sotaques americano e escocês nessa gravação. |